# Pyramide d'Austerlitz
La pyramide d'Austerlitz est une pyramide de sable et de terre, construite par des soldats de l'armée napoléonienne en 1804, située à Woudenberg, près d'Utrecht, aux Pays-Bas. D'une hauteur de 36 mètres, il s'agit d'un des points culminants des collines d'Utrecht.

## Histoire

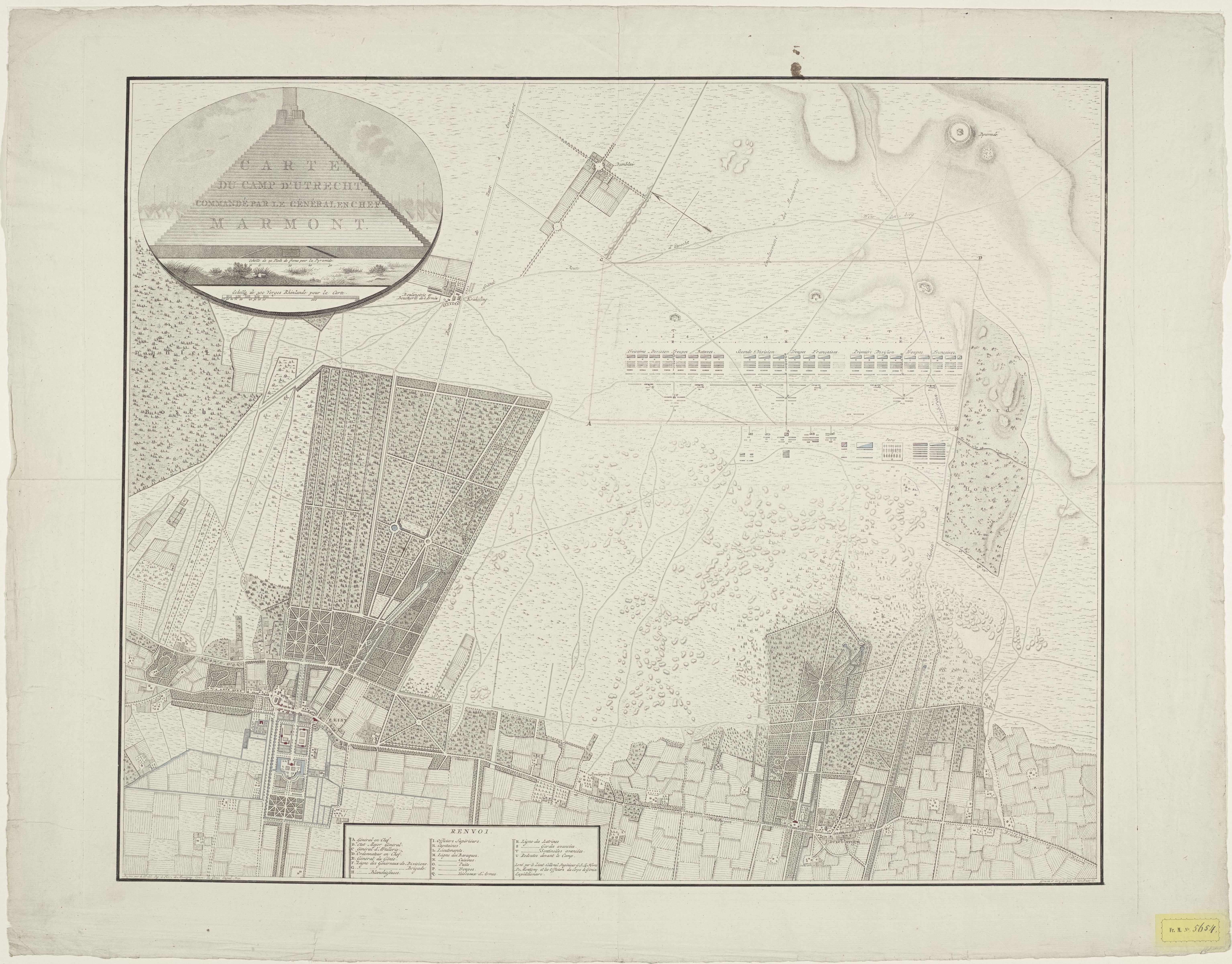
Carte du camp d'Utrecht, commandé par le général en chef Marmont (1805).

À la suite de la rupture de la paix d'Amiens entre la France et le Royaume-Uni en 1803, le Premier Consul Napoléon Bonaparte prépare ses armées en vue d'une invasion de la Grande-Bretagne. En mars 1804, le général Auguste Marmont est nommé commandant des troupes françaises et bataves stationnées en République batave. Il établit son camp près de Zeist, à une dizaine de kilomètres de la ville d'Utrecht, dans une plaine de landes propice aux manœuvres militaires et riches en ressources. Les 18 000 hommes sont répartis en trois divisions, installées dans trois sections appelées Bois-en-Ville, Marmontville et Petitville. Le camp lui-même est appelé Camp de Zeist ou Camp d'Utrecht.
Après plusieurs mois d'entraînement, le général Marmont, satisfait de l'état de ses troupes et afin de les garder occupées, ordonne en septembre 1804 l'érection d'une pyramide à degrés — en imitation de l'érosion des pyramides de Gizeh que Marmont avait vues pendant la campagne d'Égypte en 1798 — à proximité du camp d'Utrecht. La construction dure 27 jours et l'édifice est inauguré le 12 octobre 1804 et dédié à Napoléon Ier. Une boîte de plomb contenant un mémorandum sur la construction de la pyramide, les contrôles nominatifs de chaque régiment et quelques pièces de monnaie est enfouie au centre de l'édifice. La pyramide de 36 mètres est surmontée d'un obélisque en bois. Cette butte artificielle est alors baptisée Marmontberg (Colline de Marmont).
À l'été 1805, l'armée de Marmont devient le 2e corps de la Grande Armée et quitte la République batave à la fin du mois d'août pour prendre part à la campagne d'Allemagne qui se terminera le 2 décembre par la victoire française sur les Russes et Autrichiens à Austerlitz. Les commerçants installés en bordure du camp de Zeist s'établissent dans les campements, qui deviennent alors un vrai village. Pour prévenir la destruction de sa construction, Marmont fait l'acquisition des terres sur lesquelles la pyramide est établie, et en confie la garde à trois soldats retraités pour lesquels il construit trois fermes.
Le 17 août 1806, le nouveau roi de Hollande Louis, frère de Napoléon, renomme la pyramide en Pyramide d'Austerlitz, malgré les protestations de Marmont. Le même jour, il accorde le statut de ville aux trois camps de Bois-en-Ville, Marmontville et Petitville réunis sous le nom d'Austerlitz.
L'érosion faisant son œuvre sur une construction de sable, l'obélisque, sur le point de s'écrouler, est détruit en 1808. En 1816, après la chute de l'Empire, Marmont vend ses terres à l'avocat Hubert van Asch van Wijck, futur bourgmestre d'Utrecht et membre des États généraux des Pays-Bas. La zone est reboisée et le monument est peu à peu laissé à l'abandon.

## Restaurations

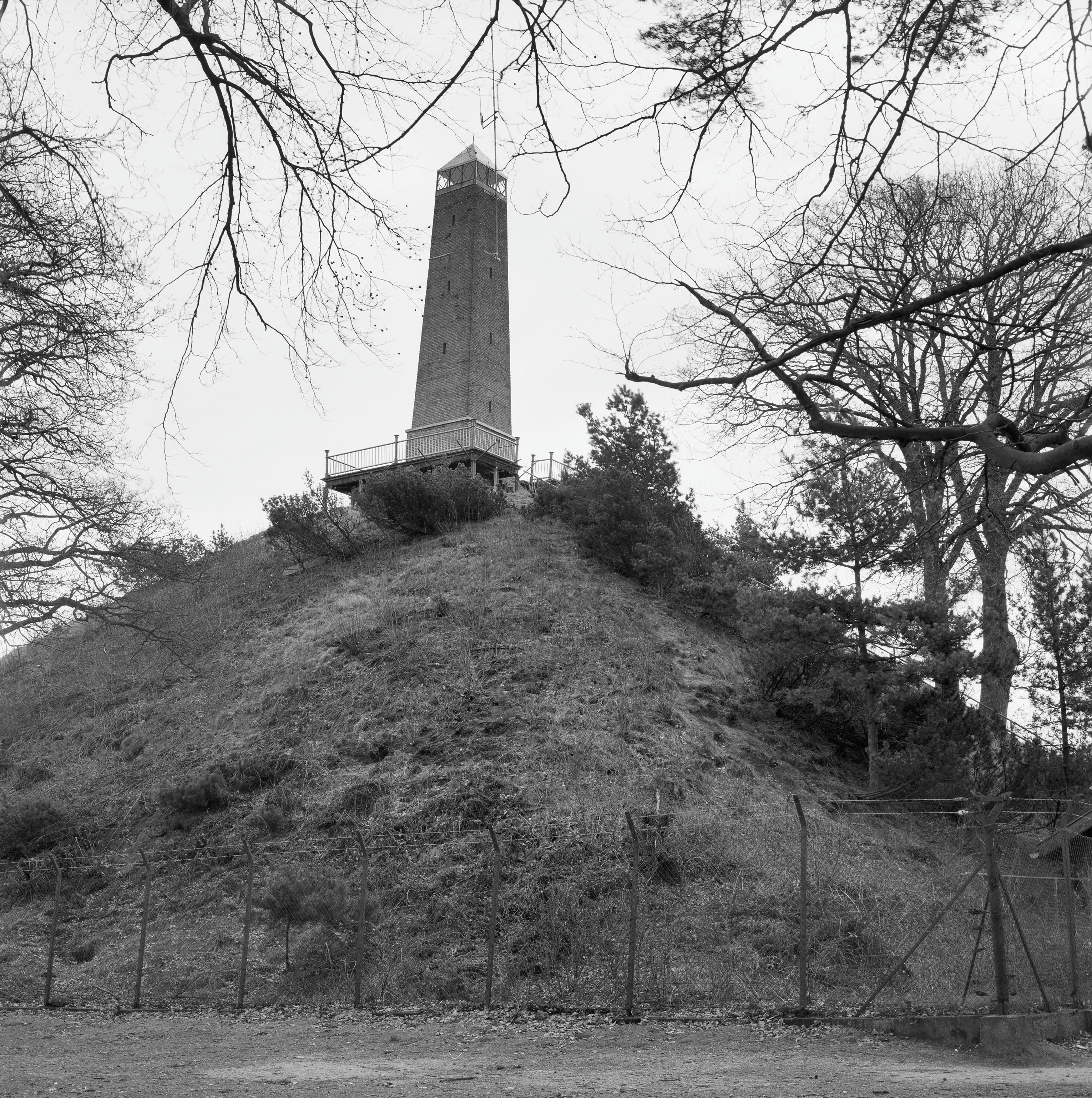
La pyramide d'Austerlitz en 1994.

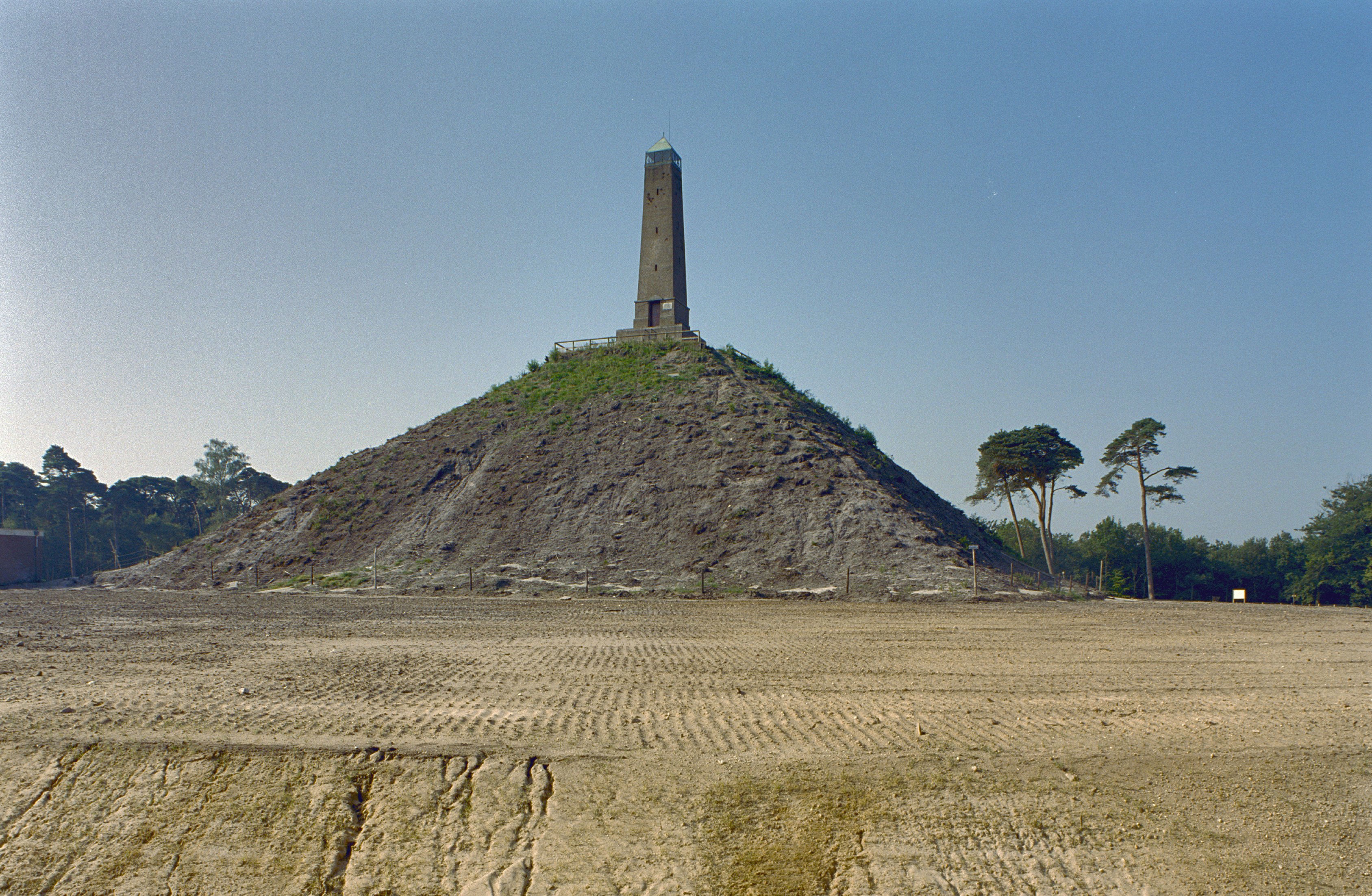
La pyramide d'Austerlitz en 2002, pendant sa restauration.

En 1894, le propriétaire du domaine et maire de Woudenberg, Johannes Bernardus de Beaufort, entreprend la restauration de la pyramide et fait placer à son sommet un obélisque de pierre. La caisse de plomb est alors exhumée et son contenu, altéré par le temps, est versé au Rijksmuseum et sera perdu pendant la Seconde Guerre mondiale.
Peu entretenue pendant le XXe siècle malgré son classement en Monument national en 1970, la pyramide se dégrade peu à peu et est envahie par la végétation, devenant presque invisible. En vue de son bicentenaire, une restauration est entreprise entre 2001 et 2004. Les intempéries de l'été 2004 ont détérioré l'édifice et l'inauguration prévue en septembre de la même année a dû être annulée.
Une nouvelle phase de restauration a lieu en 2007 et 2008, renforçant les pentes et restaurant les degrés. Le site rouvre à l'été 2008, avec un centre d'informations sur De Franse Tijd, la période française (1795-1813) pendant laquelle les Pays-Bas — alors successivement la République batave, le royaume de Hollande puis des départements de l'Empire français — ont été satellites de la France. De nouveaux travaux de consolidations ont été effectués en 2010 et 2012, après de fortes tempêtes hivernales.

## Sources
- (nl) Cet article est partiellement ou en totalité issu de l’article de Wikipédia en néerlandais intitulé « Pyramide van Austerlitz » (voir la liste des auteurs).
- Auguste Marmont, Mémoires du maréchal Marmont, duc de Raguse, de 1792 à 1841, t. II, Paris, Perrotin, 1857